# Rubén Alcalá
Rubén Alcalá Scheufler (21 giugno 1953) è un ex cestista messicano.

## Carriera
Con il Messico ha disputato i Giochi olimpici del 1976.